# Temporada 1981-1982 del RCD Espanyol
Dades de la Temporada 1981-1982 del RCD Espanyol.

## Fets Destacats
- 22 d'agost de 1981: Torneig Ciutat de Barcelona: Espanyol 2 - Selecció d'Hondures 1[5]
- 24 d'agost de 1981: Torneig Ciutat de Barcelona: Espanyol 4 - CF Puebla 1[6]
- 25 d'octubre de 1981: Lliga: Espanyol 1 - Reial Madrid 0[7]
- 14 de novembre de 1981: Lliga: Espanyol 5 - Sporting de Gijón 1[8]
- 22 de novembre de 1981: Lliga: CE Castelló 1 - Espanyol 4[9]
- 29 de novembre de 1981: Lliga: Espanyol 0 - FC Barcelona 4[10]
- 24 de gener de 1982: Lliga: Reial Valladolid 2 - Espanyol 4[11]
- 14 de febrer de 1982: Lliga: Reial Madrid 1 - Espanyol 1[12]
- 28 de març de 1982: Lliga: FC Barcelona 1 - Espanyol 3[13]

## Resultats i Classificació
- Lliga d'Espanya: Tretzena posició amb 32 punts (34 partits, 13 victòries, 6 empats, 15 derrotes, 48 gols a favor i 55 en contra).
- Copa d'Espanya: Eliminà la UE Lleida a la ronda prèvia, el Gimnàstic de Tarragona però fou eliminat pel Reial Saragossa a trenta-dosens de final.

## Plantilla
| P   | Jugador               | Lliga | Lliga | Copa d'Espanya | Copa d'Espanya |
| P   | Jugador               | PJ    | G     | PJ             | G              |
| --- | --------------------- | ----- | ----- | -------------- | -------------- |
| POR | Theo Custers          | 34    | -54   | 4              | -2             |
| POR | Manuel Espinosa       | 1     | -1    | 2              | -6             |
| POR | Manuel H. Domínguez   | -     | -     | -              | -              |
| POR | Miquel Duran          | -     | -     | -              | -              |
| DEF | José Cano Canito      | 31    | 4     | 6              | -              |
| DEF | Javier Escalza        | 31    | 1     | 5              | -              |
| DEF | Job                   | 24    | -     | -              | -              |
| DEF | Miguel Ángel          | 15    | -     | 1              | -              |
| DEF | Antoni Arabí          | 12    | 1     | 3              | 1              |
| DEF | Miquel Corominas      | 12    | 1     | 4              | -              |
| DEF | Juan Verdugo          | 11    | -     | 3              | -              |
| DEF | Secundino Ayfuch      | 7     | -     | 1              | 1              |
| DEF | Juan Huertas          | 1     | -     | 1              | -              |
| DEF | Ángel Lanchas         | -     | -     | -              | -              |
| MIG | Manuel Zúñiga         | 32    | 1     | 6              | -              |
| MIG | Fernando Molinos      | 32    | -     | 4              | -              |
| MIG | Higinio Vilches       | 29    | 4     | 4              | -              |
| MIG | Urbano Ortega         | 21    | 2     | 3              | 1              |
| MIG | John Lauridsen        | 15    | 2     | 1              | -              |
| MIG | Manuel Padilla        | 6     | -     | 3              | -              |
| MIG | Jordi Carreño         | 4     | -     | 2              | -              |
| MIG | Raúl Longhi           | -     | -     | 2              | -              |
| MIG | Alfredo Amarillo      | -     | -     | -              | -              |
| DAV | Rafael Marañón        | 33    | 10    | 6              | 4              |
| DAV | Orlando Giménez       | 26    | 11    | 2              | -              |
| DAV | Carlos Ruiz           | 21    | 2     | 4              | 2              |
| DAV | Andoni Murúa          | 21    | 6     | -              | -              |
| DAV | Francisco Fortes      | 11    | 1     | 6              | -              |
| DAV | Roberto Martínez      | 4     | 2     | 1              | -              |
| DAV | Francisco Javier Díez | 2     | -     | 1              | -              |
| DAV | Ángel González        | -     | -     | -              | -              |